# Москвитина, Эмилия Андреевна
Эми́лия Андре́евна Москви́тина (род. 14 марта 1939, Москва) — советская и российская арфистка, педагог, народная артистка России (1994).

## Биография
Эмилия Андреевна Москвитина родилась 14 марта 1939 года в Москве. В 1962 году окончила Московскую консерваторию (педагог В. Г. Дулова). В 1965 году удостоена второй премии на Международном конкурсе арфистов в Израиле.
С 1963 года — первая солистка Большого симфонического оркестра Московской филармонии.
Музыковед Борис Доброхотов писал о ней:
«Стиль Москвитиной и не романтичен и не классичен, он, можно сказать, скорее импрессионистичен, во всяком случае, основа его — передача вереницы мимолетных образов, настроений, многокрасочность звуковой палитры».
Выпустила 4 сольных диска: «Виртуозная музыка», «Камерная музыка», «Старинная музыка» и «Популярная музыка». Проводила мастер-классы в Голландии и Японии.
В 1992—1999 годах преподавала класса арфы в Музыкальном училище имени Гнесиных. В 1992—1999 годах — в Академии изящных искусств.
С 1990 года преподаёт класс арфы в Московском государственном училище музыкального исполнительства им. Ф. Шопена.
С 2010 года — профессор класса арфы Московской государственной консерватории.

## Награды и премии
- 1-я премия на Всесоюзном конкурсе музыкантов-исполнителей (Ленинград, 1963).
- 2-я премия на Международном конкурсе арфистов (Тель-Авив, 1965).
- Лауреат Международного конкурса арфистов в Хартфорде (США, 1968).
- Заслуженная артистка РСФСР (18 мая 1977).
- Народный артист России (1 декабря 1994) — за большие заслуги в области искусства[2].
- Орден Почёта (19 июля 2001) — за многолетнюю плодотворную деятельность в области культуры и искусства, большой вклад в укрепление дружбы и сотрудничества между народами[3].
- Орден «За заслуги перед Отечеством» IV степени (29 ноября 2005) — за большой вклад в развитие музыкального искусства и многолетнюю плодотворную работу[4].